# کتاب‌شناسی سیمین دانشور
این مقاله فهرستی است از کتاب‌ها، ترجمه‌ها و مقاله‌های سیمین دانشور. سیمین دانشور (زاده ۸ اردیبهشت ۱۳۰۰ در شیراز– درگذشته ۱۸ اسفند ۱۳۹۰ در تهران) نویسنده و مترجم ایرانی بود. بسیاری او را نخستین زن ایرانی می‌دانند که رمان فارسی نوشته است.مشهورترین رمان او، سووشون، به ۱۷ زبان ترجمه شدهو از پرفروش‌ترین آثار ادبیات داستانی ایران به‌شمار می‌رود. دانشور از اعضای کانون نویسندگان ایران بود و ریاست نخستین دوره اش را برعهده داشت.

## کتاب‌ها
در این بخش کتاب‌های سیمین دانشور به ترتیب الفبایی آمده‌اند.
| نام                    | گونه                         | سالِ انتشار           | ناشر                       | توضیحات                                                      |
| ---------------------- | ---------------------------- | -------------------- | -------------------------- | ------------------------------------------------------------ |
| از پرنده‌های مهاجر بپرس | مجموعه داستان                | ۱۳۷۶                 | نشر کانون، نشر نو          |                                                              |
| انتخاب                 | مجموعه داستان                | ۱۳۸۶                 |                            | ده داستان از این مجموعه با از پرنده‌های مهاجر بپرس مشترک است. |
| به کی سلام کنم؟        | مجموعه داستان                | ۱۳۵۹، ۱۳۶۲           | خوارزمی                    |                                                              |
| به کی سلام کنم؟        | داستان کوتاه                 | ۱۳۶۳                 | توس                        | در داستان‌نویسان امروز ایران                                  |
| به کی سلام کنم؟        | داستان کوتاه                 | زمستان ۱۳۵۳          | کتاب الفبا. کتاب پنجم      |                                                              |
| جزیره سرگردانی         | رمان                         | ۱۳۷۲                 | خوارزمی                    |                                                              |
| ساربان سرگردان         | رمان                         | ۱۳۸۰                 | خوارزمی                    |                                                              |
|                        | داستان کوتاه                 | تابستان و پاییز ۱۳۵۲ | کتاب الفبا، کتاب اول و دوم |                                                              |
|                        | داستان کوتاه                 | تابستان ۱۳۵۶         | کتاب الفبا. کتاب ششم       |                                                              |
| سووشون                 | رمان                         | ۱۳۴۸، ۱۳۴۹           | خوارزمی                    |                                                              |
| شناخت و تحسین هنر      | مجموعه مقالات                | ۱۳۷۵                 | نشر سیامک                  | عنوان دیگر: مجموعه مقالات شناخت و تحسین هنر                  |
| شهری چون بهشت          | مجموعه داستان                | ۱۳۴۰                 | خوارزمی                    |                                                              |
| صورتخانه               | مجموعه ۲۷ قطعه از ۲۷ نویسنده | ۱۳۶۸                 | نگاه                       |                                                              |
| غروب جلال              | غیرداستانی                   | ۱۳۶۹                 | سعدی                       |                                                              |
| کوه سرگردان            | رمان                         |                      |                            | این رمان مفقود شده‌است.                                       |